# Alex Rufer
Alexander Arthur Rufer, abrégé Alex Rufer, né le 12 juin 1996, est un footballeur international néo-zélandais, possédant également la nationalité suisse. Il évolue au poste de milieu offensif au Wellington Phoenix.
Il est le fils de l'ancien joueur international néo-zélandais Shane Rufer, et le neveu du joueur du siècle océanien Wynton Rufer.

## Carrière

### En club
En 2016, Alex Rufer prolonge son contrat avec le Wellington Phoenix jusqu'en mai 2018.

### En sélection
Il honore sa première sélection le 7 septembre 2015 lors d'un match amical contre la Birmanie.

## Statistiques
| Saison                | Club                  | Championnat           | Championnat | Championnat | Coupe(s) nationale(s) | Coupe(s) nationale(s) | Nouvelle-Zélande | Nouvelle-Zélande | Total | Total |
| Saison                | Club                  | Division              | M.          | B.          | M.                    | B.                    | M.               | B.               | M.    | B.    |
| 2012-2013             | YoungHeart Manawatu   | Premiership           | 5           | 0           | 0                     | 0                     | -                | -                | 5     | 0     |
| Sous-total            | Sous-total            | Sous-total            | 5           | 0           | 0                     | 0                     | -                | -                | 5     | 0     |
| 2013-2014             | Wellington Phoenix    | A-League              | 1           | 0           | 0                     | 0                     | -                | -                | 1     | 0     |
| 2014-2015             | Wellington Phoenix    | A-League              | 3           | 0           | 0                     | 0                     | -                | -                | 3     | 0     |
| 2015-2016             | Wellington Phoenix    | A-League              | 4           | 0           | 1                     | 0                     | 2                | 0                | 7     | 0     |
| 2016-2017             | Wellington Phoenix    | A-League              | 3           | 0           | 0                     | 0                     | -                | -                | 3     | 0     |
| Sous-total            | Sous-total            | Sous-total            | 11          | 0           | 1                     | 0                     | 2                | 0                | 14    | 0     |
| Total sur la carrière | Total sur la carrière | Total sur la carrière | 16          | 0           | 1                     | 0                     | 2                | 0                | 19    | 0     |

## Palmarès
Il remporte le Championnat d'Océanie des moins de 17 ans en 2013 avec l'équipe de Nouvelle-Zélande -17 ans.